# Tratado de Fontainebleau (1814)
El Tratado de Fontainebleau de 1814 fue un acuerdo pactado entre Napoleón Bonaparte y los representantes de Austria, Rusia y Prusia en el contexto de las guerras napoleónicas. Tras la derrota de los ejércitos franceses y la ocupación de París por las fuerzas de la Sexta Coalición, el tratado establecía la renuncia de Napoleón y las condiciones de su exilio a la isla de Elba.

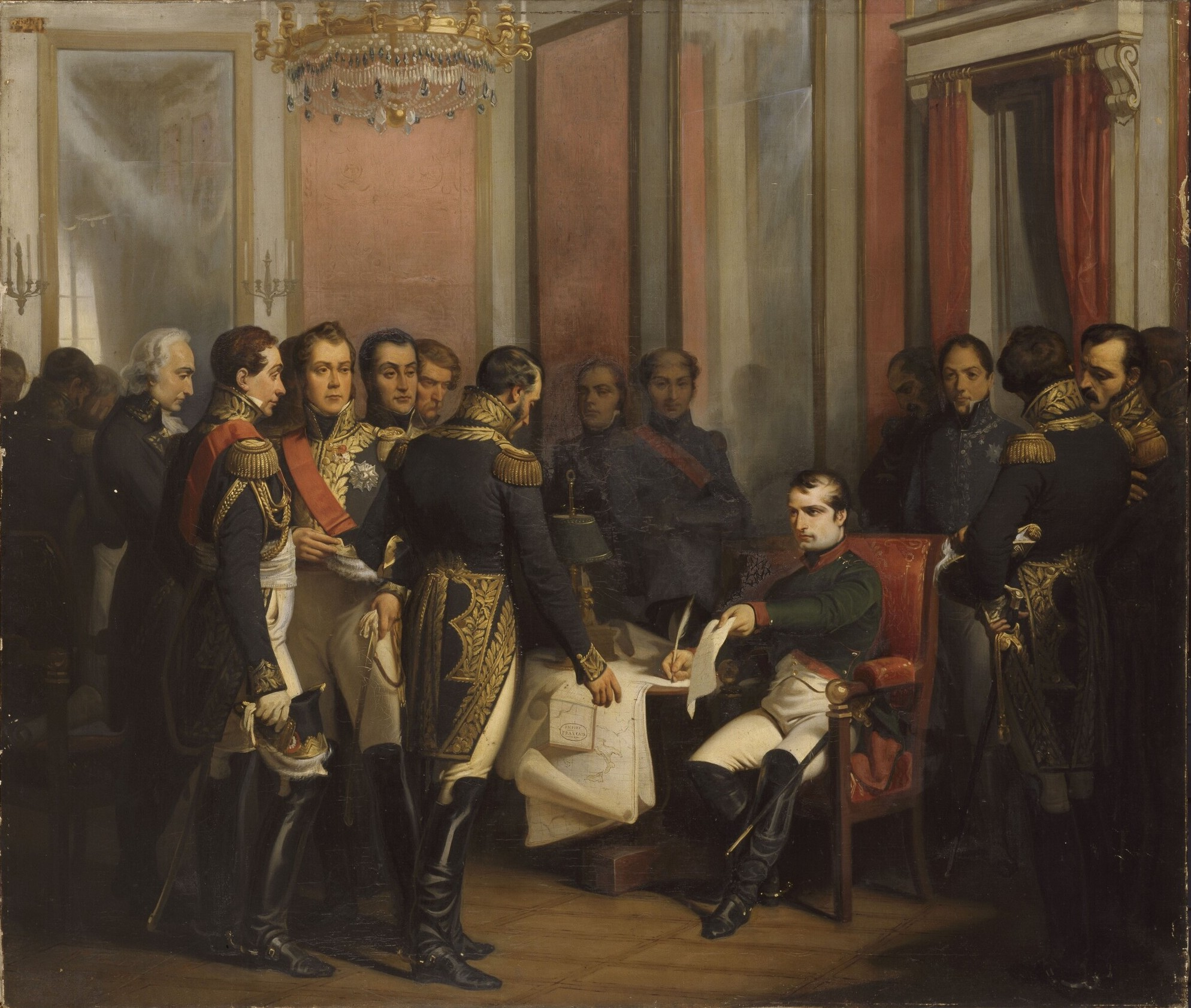
Abdicacion de Napoleón en París.

## El tratado
El acuerdo fue ajustado el 11 de abril de 1814 en París por Armand Augustin Louis de Caulaincourt, Michel Ney y Etienne Jacques Joseph MacDonald en nombre de Napoleón, y por los respectivos representantes del emperador austriaco Francisco I, Klemens von Metternich; del zar Alejandro I de Rusia, Karl Nesselrode; y del rey de Prusia Federico Guillermo III, Karl August von Hardenberg. 

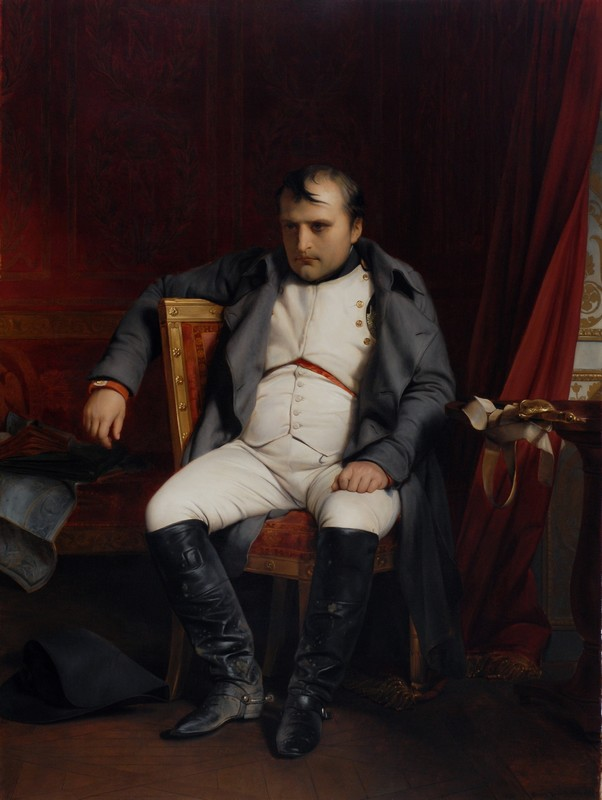
Napoleón abdicando en Fontainebleau.

Entre las principales condiciones del tratado se incluían las siguientes:
- Napoleón Bonaparte renunciaba a todos los derechos de soberanía sobre todos los territorios bajo su dominio. Únicamente le seguiría perteneciendo la isla de Elba, como principado,[1] adonde debería retirarse con una guardia de cuatrocientos voluntarios.
- La emperatriz María Luisa, esposa de Napoleón, recibiría los Ducados de Parma, Plasencia y Guastalla  que a su muerte pasarían a su hijo Napoleón II.[3]
- Tanto Napoleón como los miembros de su familia conservarían sus títulos nobiliarios. Sus familiares conservarían sus bienes privados, pero los bienes que el emperador mantuviera en Francia serían devueltos a la Corona francesa.
- Las tropas polacas al servicio de Francia quedarían libres para poder regresar a Polonia.

El tratado fue ratificado por el propio Napoleón dos días después. El 20 de abril salió de Fontainebleau, y el 28 se embarcó en Fréjus en una fragata inglesa en dirección a la isla de Elba, donde permanecería retirado hasta el 26 de febrero del año siguiente, cuando tomó nuevamente rumbo a París para comenzar el período de los Cien Días.